# Augustin Fresnel

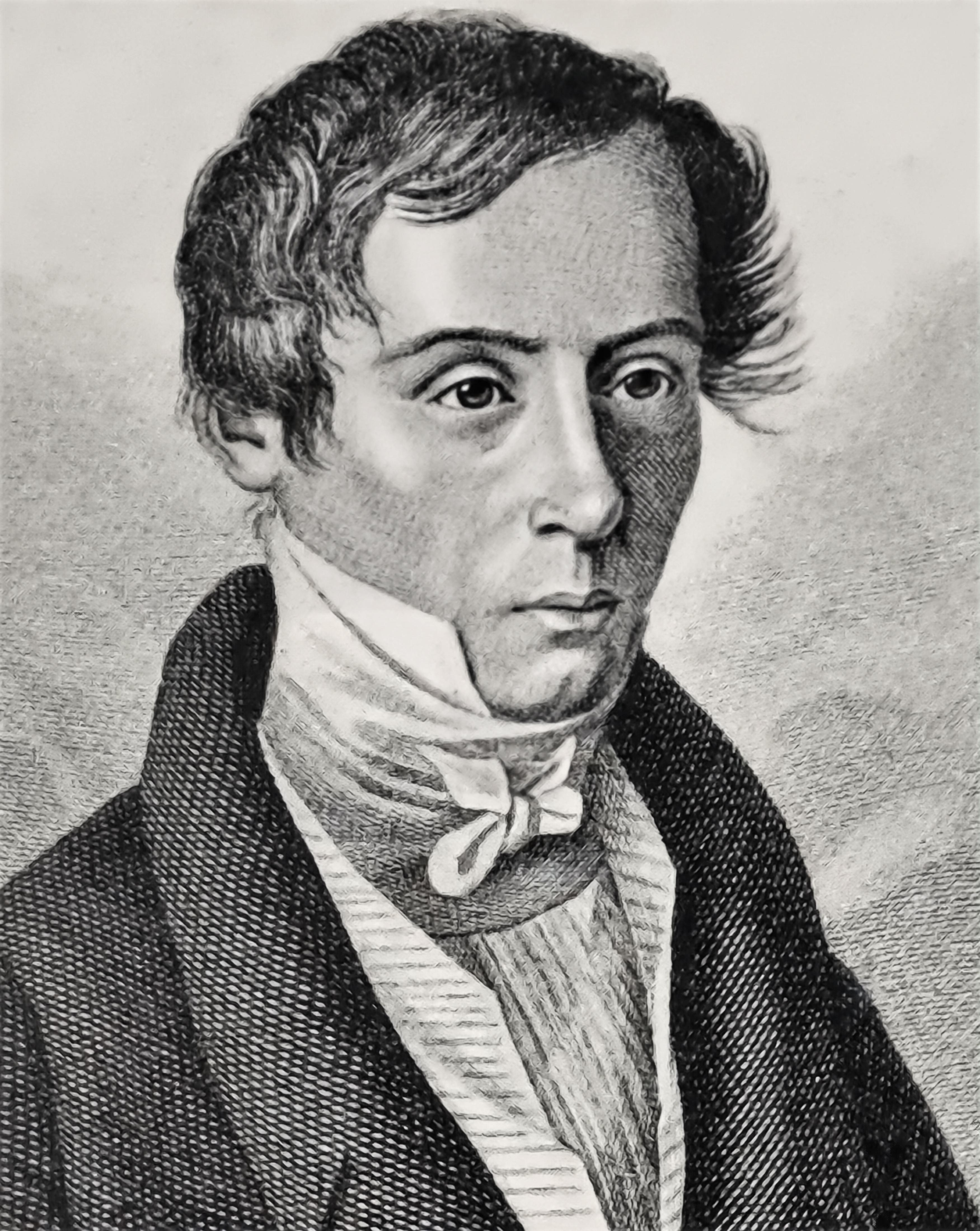
Augustin-Jean Fresnel

Augustin Jean Fresnel (Broglie, 10 mei 1788 – Ville-d'Avray, 14 juli 1827) was een Franse ingenieur en natuurkundige die een grote bijdrage heeft geleverd aan de optica. Hij zette het experimentele werk van Thomas Young over diffractie voort en bevestigde de golftheorie van licht. Met François Arago onderzocht hij gepolariseerd licht. Fresnel bestudeerde het gedrag van licht zowel theoretisch als experimenteel.
Zijn naam wordt uitgesproken als 'Frennèl', zonder s, met de klemtoon op de laatste lettergreep.
Hij is een van de 72 Fransen wier namen in reliëf op de Eiffeltoren zijn aangebracht.

## Experimentator
- Fresnel werd onder andere bekend door de uitvinding van de fresnellens en de fresnel-zoneplaat.
- Hij vond als eerste een methode om circulair gepolariseerd licht te maken.
- Hij bewees als eerste dat licht een transversale, niet longitudinale trilling (zoals geluid) was, zoals tot dusver gedacht werd.

## Theoreticus

Oeuvres complètes, 1866

- Fresnel verfijnde de golftheorie van Christiaan Huygens (zie het principe van Huygens-Fresnel). In zijn tijd raakte het golfkarakter van licht algemeen geaccepteerd; het elektromagnetische karakter ervan werd pas in de loop van de 19e eeuw vastgesteld.
- Hij bedacht het begrip golflengte.
- Fresnel ontwikkelde een vectorvoorstelling van harmonische trillingen. Die worden ook wel fasoren genoemd en zijn heel nuttig bij het samenstellen van harmonische trillingen.
- Ook bedacht hij de naar hem genoemde fresnelintegraal, die diffractie van golven om een ondoordringbare rand heen beschrijft.
- Hij leidde de fresnelvergelijkingen af voor de reflectie en breking van gepolariseerd licht.
- Hij voorspelde dat de lichtsnelheid in stromende media (water) anders zou zijn, wat Hippolyte Fizeau aantoonde.